# Alejandro I de Macedonia
Alejandro I (en griego antiguo, Αλέξανδρος; c. siglo VI a. C. - c. 454 a. C.), conocido con el título de filoheleno por la tradición posterior, fue rey de Macedonia de la dinastía argéada desde alrededor del 498 a. C. hasta su muerte.
Según diversas fuentes fue el décimo rey de Macedonia, accedió al trono tras la muerte de su padre Amintas I datada aproximadamente en el año 498 a. C. y tomando en cuenta la crónica del historiador romano Eusebio de Cesarea en la que aclara que gobernó durante 44 años, se fecha su muerte en el 454 a. C., año en el que es sucedido por su hijo mayor, Alcetas.
Como los macedonios eran considerados un pueblo semi-bárbaro por muchos griegos (especialmente por aquellos cuyas colonias, colindantes, fueron amenazadas por éstos), Alejandro reclamó que descendía de los argivos y de Heracles. Según su versión, el fundador habría sido Príamo de Argos, familiar de Témeno, el cual descendía a su vez de Heracles, según la tradición. Como por aquel entonces existía una alianza de Macedonia con Argos, los argivos no pusieron reparos, y después de que una reunión de los hellanodikai determinó que esto era cierto, le fue permitido participar en los Juegos Olímpicos, posiblemente en 476 a. C., un honor sólo reservado a los griegos. Organizó su corte a imagen de Atenas y acogió al poeta Píndaro.
En el 507 a. C., llegó Megabazo a Macedonia, enviado persa, para pedir provisiones y sumisión. Aún era rey Amintas.
Según la versión dada a Heródoto y tendente a justificar el medismo de Macedonia durante esos años en que se mantuvo leal a Persia durante la Revuelta jónica, las guerras médicas la toma y destrucción de Atenas e incluso tras la Batalla de Salamina. En la batalla de Platea el bando griego incluyó tropas de Potidea la pequeña polis vecina de Macedonia mientras esta seguía leal a Persia. La necesidad de limpiar esa imagen de traidores a la causa griega fue el posible origen de esta historia.
En el banquete que les ofreció a los delegados de Megabazo, los invitados Persas solicitaron la presencia de las mujeres, y el rey accedió, pero después fueron ofendidas por los persas y el príncipe Alejandro las hizo retirar con el pretexto de que iban a acicalarse. En lugar de ellas hizo volver al banquete a unos cuantos jóvenes disfrazados de mujer, quienes mataron a los persas.
Cuando Megabazo se percató de que no regresaban, envió a Búbares con un cuerpo de ejército a Macedonia, pero Alejandro se libró del castigo dando a su hermana Gigea en matrimonio al general persa.
El historiador italiano Biagio Virgilio supone que la embajada persa se dirigió a Egas, desde el lago Prasíade, por la ruta directa que describe Heródoto, quien afirma que «desde el lago Prasíade hasta Macedonia hay un trayecto sumamente corto» Heródoto, al conceder a Macedonia unas fronteras próximas al lago Prasíade,se refiere a una situación propia del siglo V a. C., ya que en la época inmediatamente posterior a la campaña de Darío I contra Escitia, Macedonia llegaba por el Norte sólo hasta el río Axio.
Y se ganó la confianza de Mardonio, y después de la batalla de Salamina fue enviado a Atenas como uno de los delegados que propusieron la paz con esta ciudad, pero como los atenienses rechazaron al rey macedonio, a pesar de estar sometido a los persas favorecía secretamente a los atenienses, y el día antes de la batalla de Platea, informó a los generales atenienses de los planes de Mardonio de combatir al día siguiente.
Durante su reinado abandonó la alianza con el Imperio persa heredada de su padre y llevó a cabo una política de acercamiento a los pueblos griegos y de helenización, razón por la cual recibe el sobrenombre de Filoheleno.
Aun así, este acercamiento se efectuó con altibajos, como la participación de Macedonia en la expedición de Jerjes I a las tierras griegas en el 480 a. C., en la batalla de Platea al lado de los persas y actuó como embajador de Mardonio en varias ocasiones.
Se le menciona por última en el 463 a. C., cuando Cimón de Atenas recuperó la isla de Tasos.
Tras la retirada persa de Tracia a raíz de las guerras médicas, extendió su reino hasta el río Estrimón y se apoderó de Pidna.
En política interior, Alejandro I, trasladó la capital a Pella, rediseñó y amplió el ejército, expandió su territorio y trajo eruditos griegos a su corte.
Probablemente la pretensión de Alejandro de ser griego, no es anterior a la muerte de su padre, y debe de estar motivada porque el monarca macedonio, con posterioridad a las guerras médicas, fue declarado en Atenas próxenos kaì evergétēs.
A su muerte se desencadenaron conflictos sucesorios entre sus hijos Alcetas y Pérdicas debido a la división del territorio entre ellos dos.